# 위딘 아워 게이츠
위딘 아워 게이츠(Within Our Gates)는 미국에서 제작된 오스카 미쇼 감독의 1920년 드라마, 멜로/로맨스 영화이다.
이 영화는 문화적, 역사적, 미적 중요성으로 인해 미국 의회도서관에 의해 미국 국립영화등기부의 보존물로 선정되었다.

## 출연
- 윌리엄 스미스
- 윌리엄 스타크
- 랠프 존슨